# Josip Kuže
Josip Kuže est un joueur et un entraîneur de football croate né le 13 novembre 1952 à Vranje (RFS de Yougoslavie) et mort d'une leucémie le 16 juin 2013.
Il est l'ancien sélectionneur de l'équipe nationale d'Albanie et de l'équipe nationale du Rwanda.

## Palmarès entraineur
- Championnat de Croatie : 2006